# Potere giudiziario

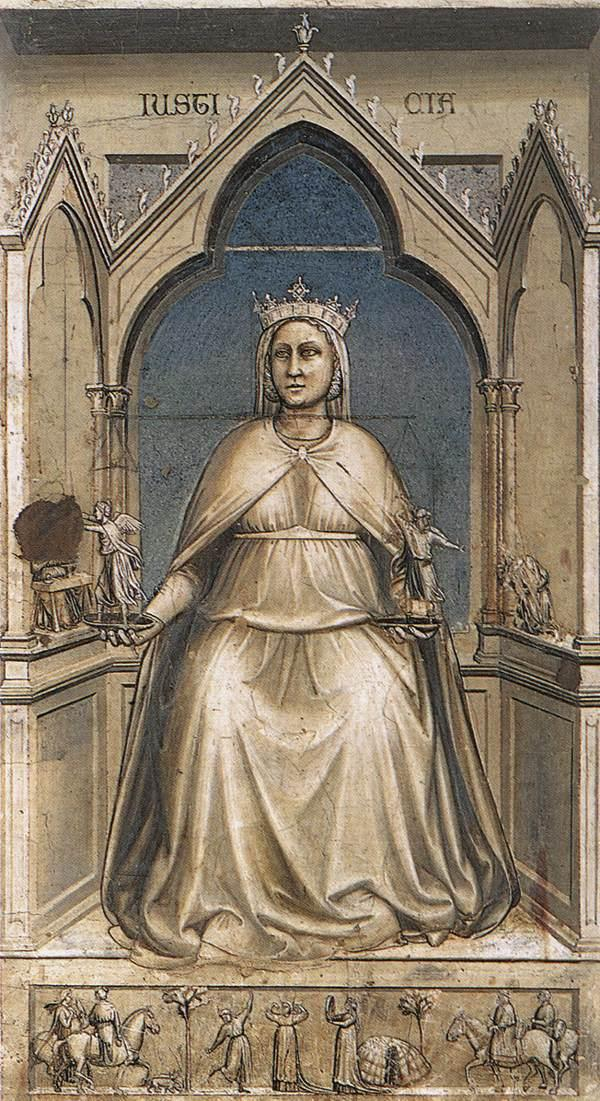
Affresco di Giotto nella Cappella degli Scrovegni a Padova

Il potere giudiziario, in diritto, è un potere connesso all'attività ed all'esercizio della giurisdizione, che consente di far rispettare la legge e condannare chi compie atti illeciti, potere tipicamente assegnato alla magistratura. Insieme al potere legislativo e al potere esecutivo è uno degli elementi che contraddistingue il moderno Stato di diritto fondato sulla separazione dei poteri.

## Descrizione

### Il significato concettuale
La locuzione è una formula polisensa; in senso soggettivo o nominalistico: con essa si vuole indicare il complesso degli organi dell'autorità giudiziaria, cioè della magistratura, che a sua volta comprende sia i giudici sia i pubblici ministeri.
In senso filosofico, detta espressione rimanda al principio e teoria della separazione dei poteri elaborata da Montesquieu volti a garantire l'imparzialità dell'applicazione della legge, secondo cui in ogni forma di Stato esisterebbero tre poteri principali: legislativo, esecutivo e giudiziario, quest'ultimo rappresentato appunto dalla magistratura.
In una terza accezione, l'espressione in esame sottolinea il momento autoritativo che connota lo svolgimento della funzione giudiziaria (vedi voce giurisdizione), che si compendia nel potere di dare attuazione al comando legislativo.

### Il rapporto con il principio di legalità
Con riferimento allo svolgimento dell'attività giudiziaria, oggi si tende a valorizzare, in omaggio ai valori democratici che improntano la Costituzione repubblicana, i profili connessi allo svolgimento di un servizio nei confronti della collettività, piuttosto che il mero esercizio di poteri autoritativi: soffermandosi soltanto su questi ultimi, sarebbe inevitabile - dati i parametri che regolano la sfera pubblica, non necessariamente coincidenti con quelli dello Stato di diritto e rispettosi del principio di legalità - che dal controllo di legalità si passi al «controllo della virtù», "pretendendo di penalizzare non solo i reati ma anche i comportamenti discutibili dal punto di vista deontologico".
Una particolare declinazione dello sbilanciamento nel rapporto tra libertà ed autorità, a favore di quest'ultima, è rappresentato dal populismo penale, diffusasi alla fine del XX secolo.

## Nel mondo

### Italia
Secondo la costituzione della Repubblica Italiana "la giustizia è amministrata in nome del popolo" e "i giudici sono soggetti soltanto alla legge" (art. 101 Cost.). La funzione giurisdizionale consiste nell'applicazione del diritto a controversie di natura civile e penale (giurisdizione ordinaria), amministrativa, contabile e militare (giurisdizione speciale) e di natura costituzionale (giurisdizione costituzionale). Negli articoli 101-113 la Costituzione fissa le garanzie di indipendenza della magistratura ("ordine autonomo e indipendente da ogni altro potere" soggetto solo alla legge, attribuzioni e composizione del Consiglio superiore della magistratura, nomina dei magistrati mediante concorso, loro inamovibilità, ecc.) e le garanzie relative all'esercizio della funzione giurisdizionale (giusto processo regolato dalla legge, contraddittorio tra le parti in condizioni di parità, terzietà e imparzialità del giudice, ragionevole durata del processo stesso, obbligo di motivazione dei provvedimenti giurisdizionali e ricorribilità in Cassazione contro tutte le sentenze e i provvedimenti sulla libertà personale).
- Giurisdizione ordinaria: Quella ordinaria si occupa di materie civile e penale. In ambito civile la controversia sorge tra soggetti privati che prendono il nome di "attore" (per colui che avvia la procedura) e "convenuto" (colui che si difende). In questo caso ci si rivolge in primo grado al Giudice di pace o al Tribunale, in secondo grado alla Corte d'Appello e in terzo grado (definitivo) alla Corte di cassazione. In ambito penale si tratta di reati che colpiscono tutta la collettività, e la controversia sorge tra il Pubblico Ministero, che rappresenta la pubblica accusa, e l'imputato che deve difendersi. In questo caso ci si rivolge in primo grado al Giudice di pace per reati minori oppure al Tribunale o alla Corte d'Assise per i reati più gravi, in secondo grado al Tribunale per i reati minori giudicati in primo grado dinanzi al Giudice di pace, alla Corte d'Appello o alla Corte d'Assise d'Appello per i reati più gravi e, per il controllo di legittimità, alla Corte di cassazione. L'autorità prevista dalla legge, definita "autorità giudiziaria", è in posizione imparziale. È preposta all'esercizio della funzione giurisdizionale ed alla convalida degli atti di cui all'art. 13 della Costituzione. L'autorità giudiziaria è in rapporto di alterità con la polizia giudiziaria, la quale opera in funzione di disponibilità verso l'autorità giudiziaria con i compiti previsti dalla Costituzione e dal codice di procedura penale.
- Giurisdizione speciale si divide in amministrativa, contabile, tributaria e militare. La prima risolve controversie in cui sono coinvolte le pubbliche amministrazioni (tutela degli interessi legittimi). Se ne occupa il giudice amministrativo, ovvero in primo grado il Tribunale Amministrativo Regionale e in secondo grado il Consiglio di Stato. La seconda risolve controversie sulla contabilità pubblica ed enti finanziati dallo stato. Se ne occupa il giudice contabile, ovvero la Corte dei Conti: la sezione regionale di essa in primo grado, la sezione centrale in secondo grado. La giurisdizione tributaria è esercitata dalle Commissioni tributarie provinciali (1º grado) e regionali (2º grado), salve le competenze della Corte di cassazione quale giudice di legittimità. Ha cognizione dei ricorsi del contribuente contro gli atti dell'Amministrazione finanziaria in materia fiscale. Quella militare in tempo di pace si occupa dei reati commessi dagli appartenenti alle Forze armate, mentre in tempo di guerra esercita la giurisdizione stabilita dalla legge (art. 103, co. 3, Cost.).